# Alessandro Finelli
Alessandro Finelli, detto Alex (Bologna, 14 aprile 1967), è un allenatore di pallacanestro italiano.
Parallelamente svolge attività di coaching e team building. 
La sua carriera come allenatore, iniziata nel 1983 nel settore giovanile della Fortitudo Bologna, gli ha permesso di formare in pochi anni molti giovani giocatori che hanno poi raggiunto i massimi livelli del basket nella Nazionale italiana di pallacanestro.

## Biografia
Come capo allenatore dal 2000 in poi ha guidato team professionistici di Serie A1 (pallacanestro maschile) e Campionato di Legadue quali Basket Livorno, Andrea Costa Imola, Basket Club Ferrara, Pallacanestro Pavia, Sporting Club 1949 Montecatini Terme, Sutor Basket Montegranaro, Fortitudo Bologna, Pallacanestro Reggiana e Virtus Pallacanestro Bologna, Fulgor Libertas Forlì, Scafati Basket, Unione Cestistica Casalpusterlengo, Polisportiva Basket Agropoli, Pallacanestro Orzinuovi, Pallacanestro Mantovana, Real Sebastiani Rieti e Treviglio. In qualità di formatore aziendale svolge attività di coaching e team building per aziende e liberi professionisti. Inoltre, dal 1992 collabora con FIP, la Federazione Italiana Pallacanestro, come formatore al percorso di certificazione degli allenatori.

### Carriera come allenatore di basket
Inizia la sua carriera di allenatore professionista nel 1983, nel settore giovanile della Fortitudo Bologna dove rimarrà fino al 1998.  
Dal 1991 al 1998 riveste anche il ruolo di responsabile tecnico del settore giovanile Fortitudo e responsabile della formazione degli allenatori del club, allenando contemporaneamente per sette stagioni le squadre cadetti e juniores fino a raggiungere 6 finali nazionali Juniores, 7 finali nazionali cadetti e una finale nazionale allievi, conquistando lo scudetto cadetti nella stagione 1992-93. Ma risultano fondamentali per la sua crescita professionale e personale soprattutto le quattro stagioni come vice allenatore in serie A, sotto la guida di coach prestigiosi come Sergio Scariolo, Stefano Pillastrini, Mauro Di Vincenzo. Dal 1998 al 2000 passa allo Sporting Club 1949 Montecatini Terme come vice allenatore del coach Stefano Pillastrini e allenatore della squadra juniores, vincendo da assistente il campionato di A2 nel 1998-99 e da capo allenatore lo scudetto Juniores nel 1999-2000. Dal 2000 riveste il ruolo di capo allenatore di team professionistici in Serie A1 (pallacanestro maschile) e Campionato di Legadue. Nella stagione 2000-01 inizia la sua carriera come capo allenatore a Livorno con il Basket Livorno vincendo il campionato di Legadue, per poi passare all'Andrea Costa Imola in A1 (2001-02), al Basket Club Ferrara in Legadue (2002- 2004), alla Pallacanestro Pavia (2004-2006) e poi allo Sporting Club 1949 Montecatini Terme (2006-07), sempre in Legadue. Dal 2007 al 2009 allena in A1 la Sutor Basket Montegranaro, poi allena la Fortitudo Bologna nella stagione 2009-10. Nel 2010-11 è coach della Pallacanestro Reggiana per poi tornare a Bologna, questa volta alla Virtus in A1 per il biennio 2011-2013. Dal 1993 al 1998 ha collaborato anche con il settore squadre nazionali della FIP Federazione Italiana Pallacanestro partecipando come vice allenatore ai Giochi olimpici della gioventù (1993) e a due Campionati europei (1996-1998).

### Carriera come formatore e team builder aziendale
L'interesse di Alex verso la comunicazione, l'apprendimento, la qualità della performance e la motivazione del giocatore – argomenti preziosi allo sviluppo della professione di allenatore – nel tempo si è trasformato in una vera metodologia del coaching (2004) a cui Alex si è dedicato prima come cliente e poi come formatore vero e proprio, in qualità di coach professionista.  Alex si diploma nel 2006 presso la scuola statunitense Success Unlimited Network: la nuova esperienza come Business Coach lo vede lavorare con professionisti eccellenti ed aziende internazionali che operano in diversi settori di mercato. Oggi è tra i 100 Professional Certified Coach (PCC) in Italia, riconosciuto secondo lo standard di ICF (International Coach Federation) per aver tenuto più di 700 ore di coaching.  Nel 2009 Alex si certifica nel SEI Assessment con Six Seconds Italia, network internazionale per la ricerca e sviluppo dell'intelligenza emotiva in contesti organizzativi. Dal 2007, grazie al doppio ruolo di basketball coach e business coach, sono molto apprezzate le sue "testimonianze" in azienda e nella pubblica amministrazione riguardo a team building, team working e leadership.

### Progetto Life Skills
Alex è tra i soci fondatori di Life Skills (letteralmente, Competenze per la vita), un'associazione no profit di genitori e professionisti che si dedicano con impegno e passione a promuovere la crescita personale di bambini e ragazzi attraverso il sostegno e lo sviluppo delleabilità cognitive, emotive e relazionali di base, sia sul piano individuale che su quello sociale. Ad oggi l'associazione opera in tutto il territorio nazionale ma soprattutto in Emilia Romagna, Lombardia, Toscana e Liguria, con corsi e per-corsi formativi rivolti a genitori, educatori, insegnanti, associazioni, enti, scuole, comuni, etc.

### Coaching Tree
Nelle stagioni trascorse nel settore giovanile di Fortitudo Bologna e Sporting Club 1949 Montecatini Terme, Alex ha allenato giocatori che hanno successivamente vestito la maglia della Nazionale Italiana in competizioni ufficiali quali Campionati Europei ed Olimpiadi, in particolare: Davide Lamma, Marcelo Damião, Alessandro Cittadini, Jacopo Giachetti, Luca Garri.

## Palmarès
- 1992-93: Scudetto cadetti con Fortitudo Bologna
- 1999-2000: Scudetto juniores con Sporting Club 1949 Montecatini Terme
- 2000-01: Vittoria del campionato e promozione in A1 con Basket Livorno
- 2009-10: Vittoria del campionato Coppa Italia Lega Nazionale Pallacanestro 2009-2010 e promozione in Lega 2 con Amori Fortitudo Bologna (serie A dilettanti)
- Supercoppa LNP: 1

Scafati Basket: 2020